# Gran Premio Liberty Seguros
El Gran Premio Liberty Seguros (oficialmente: GP Liberty Seguros-Troféu Sudoeste Alentejano e Costa Vicentina) es una carrera ciclista por etapas portuguesa patrocinada por la empresa homónima.
La primera edición, en 2009, fue sobre 5 etapas y las siguientes han variado sobre 3 y 4.
Desde 2009 hasta 2012 fue una carrera amateur. A partir de 2015 se incluyó en el calendario del UCI Europe Tour en categoría 2.2

## Palmarés
| Año  | Ganador              | Segundo        | Tercero                  |
| ---- | -------------------- | -------------- | ------------------------ |
| 2009 | Daniel Eduardo Silva | Rui Costa      | Tiago Machado            |
| 2010 | Santi Pérez          | David Blanco   | André Cardoso            |
| 2011 | Sérgio Ribeiro       | Filippe Duarte | Samuel Caldeira          |
| 2012 | Ricardo Mestre       | Sergio Sousa   | Alejandro Marque         |
| 2013 | Delio Fernández      | Lluís Mas      | Eduard Prades            |
| 2014 | Rafael Silva         | Sérgio Sousa   | Nuno Ribeiro             |
| 2015 | Ruben Guerreiro      | Paweł Bernas   | Colin Joyce              |
| 2016 | August Jensen        | Will Routley   | Vicente García de Mateos |

## Palmarés por países
| País     | Victorias |
| -------- | --------- |
| Portugal | 5         |
| España   | 2         |
| Noruega  | 1         |